# Jules Prosper Goudot
Jules Prosper Goudot, né en 1803 à Lons-le-Saulnier, mort le 14 février 1858 à Saint-Denis de la Réunion, est un explorateur naturaliste français.

## Biographie
Il est le frère cadet d'Étienne et Justin Goudot, également explorateurs. 
En 1827, il reçoit une bourse du Muséum national d'histoire naturelle pour explorer la côte du Maghreb où il collecte des crustacés, araignées et insectes. En janvier 1829, de nouveau financé par le Muséum, il débarque à Madagascar, mais doit se contenter de rester au port de Toamasina, sans parvenir à pénétrer dans les terres. Il y constitue des collections de vertébrés et d'insectes dont une partie, à son retour en France, va au Muséum. 
Il effectue un nouveau voyage à Madagascar de 1831 à 1834, rapportant 4023 spécimens représentant 1641 espèces. Parmi eux figurent des fragments de coquilles d'œufs d'un oiseau géant. Le zoologiste Paul Gervais les mentionne dans l'article « Autruche » du supplément au Dictionnaire des Sciences naturelles de 1840, indiquant : « nous avons vu il y a quelques années des débris d'œufs qui paraissaient avoir dû être du volume de ceux des autruches, et que M. Goudot avait trouvés dans l'île de Madagascar. » Frédéric de Lafresnaye les évoque également pour se demander si ces œufs étaient ceux de l'Autruche d'Afrique ou bien d'une autre espèce endémique à Madagascar. En 1851, Isidore Geoffroy Saint-Hilaire décrit finalement Aepyornis maximus, un ratite propre à l'île, dont les œufs pouvaient atteindre six fois le volume d'un œuf d'autruche. Les fragments de coquilles rapportés par Goudot ayant disparu, il est impossible de savoir avec certitude de quel oiseau il s'agissait.
Le 10 juin 1834, Goudot est nommé voyageur naturaliste officiel du Muséum : il doit ne collecter que pour le Muséum et ne pas vendre ses spécimens. Il est envoyé en mission sur la côte du Mozambique, mais finit par retourner à Madagascar. Le Muséum lui retire son titre de voyageur officiel, mais continue de lui acheter des spécimens. En 1838, il s'établit à Tananarive et épouse une Malgache. Il vit du commerce de collections naturalistes. Ses travaux lui attirent le sobriquet malgache de Mose Bibikely, « Monsieur Insecte ».
En 1857, il doit quitter Madagascar lors de l'expulsion de tous les Français ordonnée par la reine Ranavalona. Il quitte alors Tananarive et disparaît. Le consul de France Jean Laborde est chargé de le rechercher, mais en vain.

## Hommages

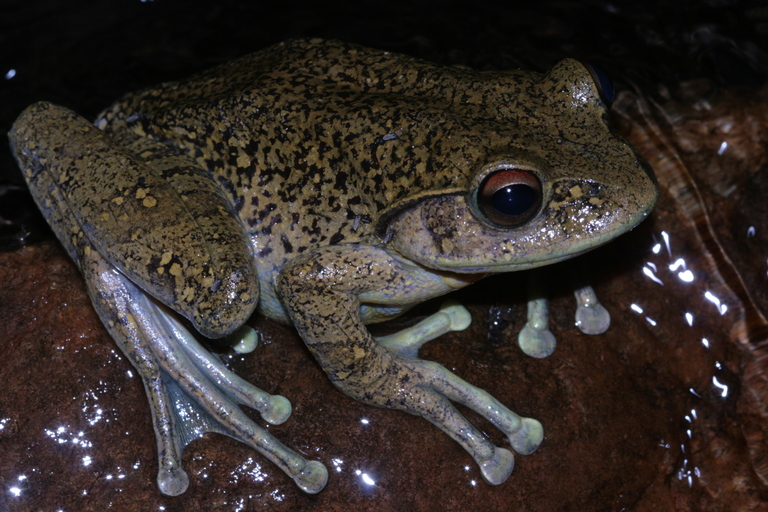
Boophis goudotii, l'une des espèces nommées en l'honneur de Jules Prosper Goudot

Plusieurs espèces lui ont été dédiées, dont :
- Boophis goudotii
- Eupleres goudotii
- Ithycyphus goudoti
- Myotis goudoti